# Безпечний секс

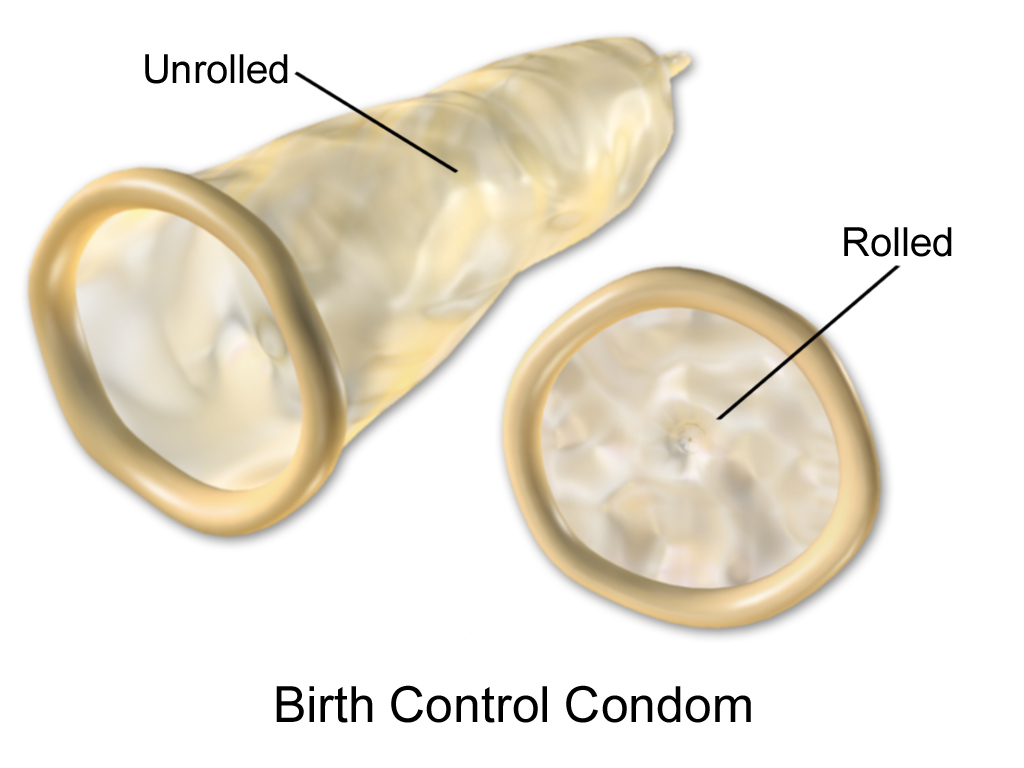
Презерватив — найпоширеніший засіб для безпечного сексу, вдягається на пеніс під час статевого акту та феляції.

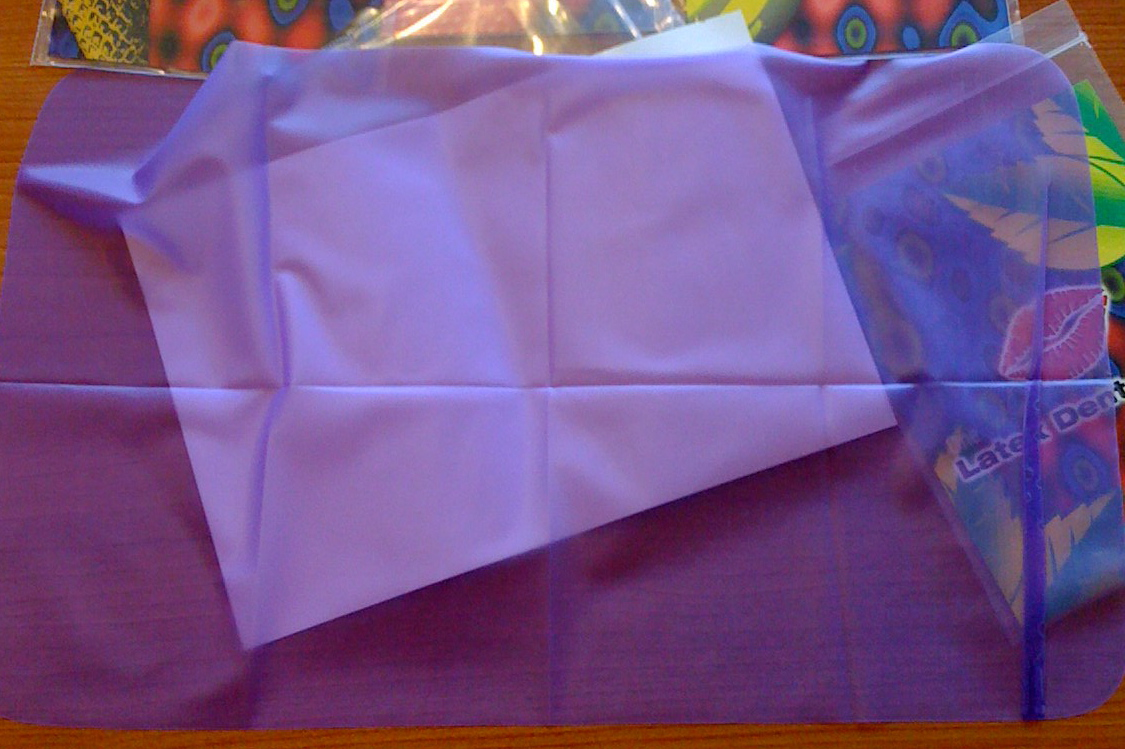
Кофердам може бути використаний для покриття вульви чи ануса під час кунілінгусу та/чи анілінгусу.

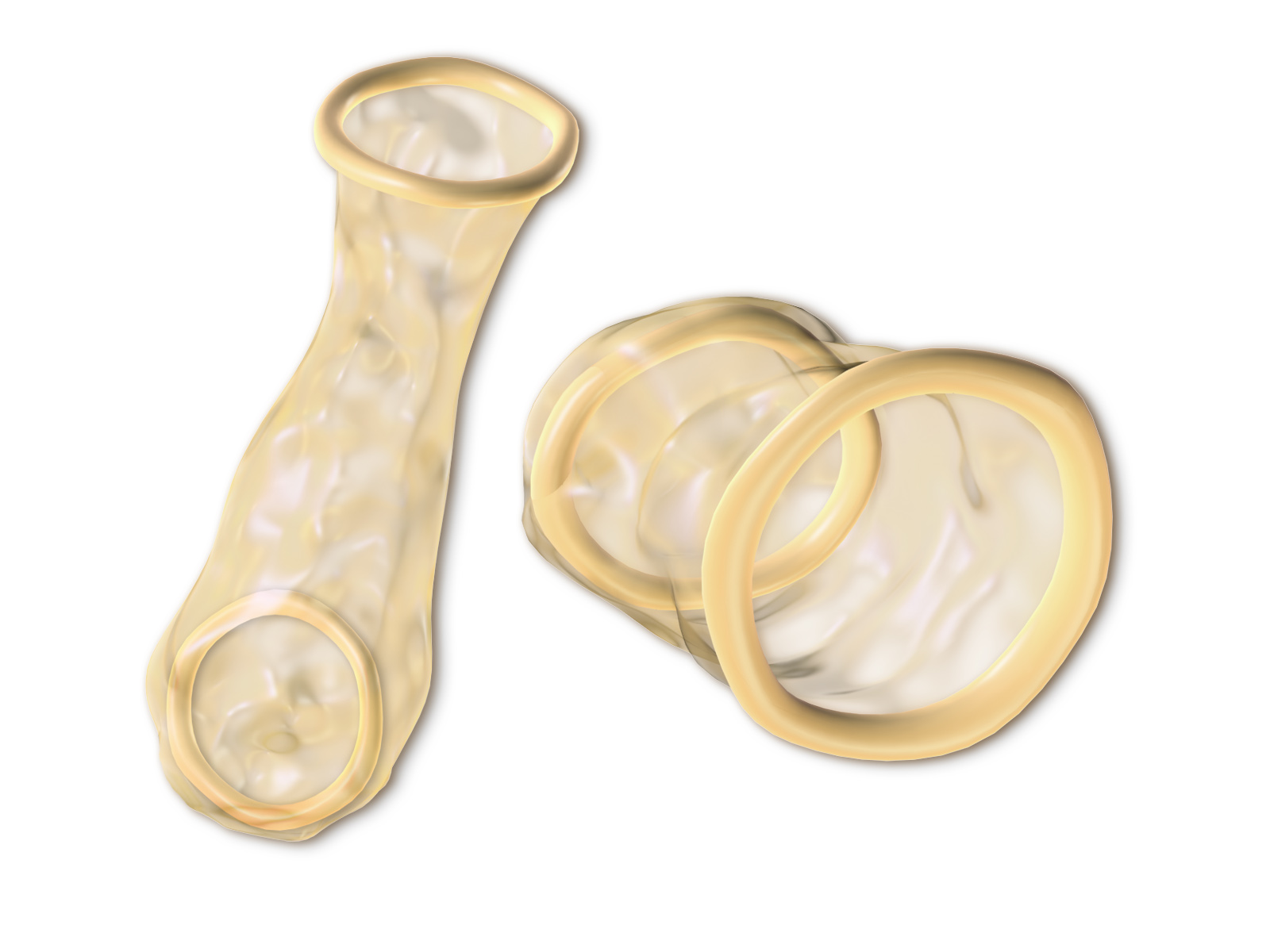
Жіночий презерватив, що вставляється у вагіну, може бути використаний приймаючою партнеркою.

Безпе́чний секс, захищений секс (англ. safe sex, safer sex, protected sex) — сексуальні практики людей, при котрих ризик зараження інфекціями, що передаються статевим шляхом (таких як ВІЛ), зводиться до мінімуму. Частіше за все асоціюється з використанням презервативів під час статевого акту. Незахищений (unsafe, unprotected) секс стосується сексуальних практик без заходів безпеки, особливо відмови від презервативів.

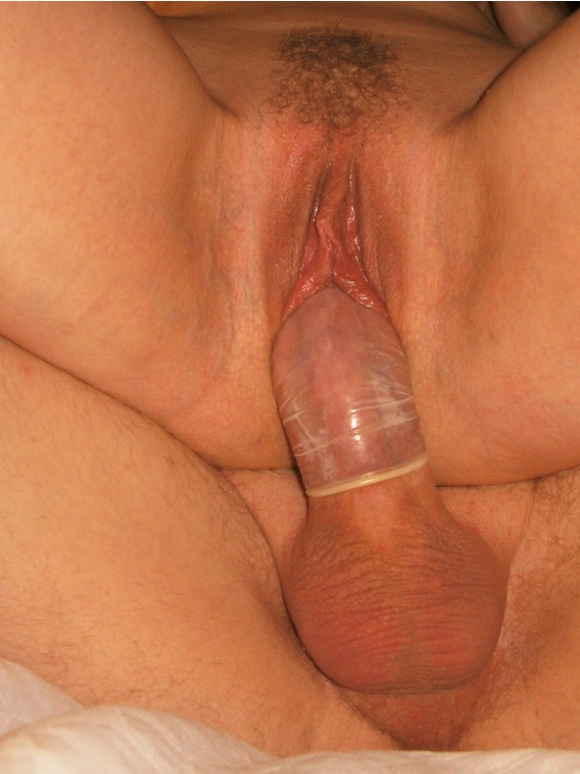
Секс з використанням чоловічого презерватива

Хоча деякі різновиди безпечного сексу можуть бути використані як контрацепція (попередження вагітності), більшість форм контрацепції не захищає від усіх або будь-яких ІПСШ. Крім того, деякі практики безпечного сексу, як і вибір партнера (партнерки) з низьким ризиком сексуальної поведінки, не є ефективними методами контрацепції.
Практики безпечного сексу стали більш використовуваними наприкінці 1980 року в результаті епідемії СНІДу. Сприяння безпечному сексу є однією з цілей сексуальної освіти. З суспільної точки зору безпечний секс є стратегією зменшення шкоди, що знижує ризики епідемій ІПСШ та материнську смертність.
На практиці не існує 100 % безпечного сексу — ризик (нехай мінімальний) існує у всіх випадках сексуального контакту при всіх видах сексуальної практики, тому варіанти безпечного сексу для максимальної ефективності варто поєднувати.

## Ризикована сексуальна поведінка
Ризикованою називається активність, котра підвищує ризик втягнення неінфікованої людини у сексуальну активність з інфікованою і зараження ІПСШ чи настання вагітності у когось із партнерок. Призводячи до серйозних наслідків для всіх учасників(-ць) сексуальної взаємодії, серед яких рак шийки матки, позаматкова вагітність та безпліддя, така поведінка може включати:
- секс без презерватива, особливо вагінальний і анальний,
- орально-генітальні контакти, особливо незахищені,
- початок сексуального життя в ранньому віці,
- численні сексуальні партнери(-ки),
- неексклюзивний(-а) сексуальний(-а) партнер(ка),
- секс з людиною з високим ризиком, що мала багато партнерів(-ок) чи інфекцій, зокрема, з ВІЛ-позитивною,
- анальний секс. Травми від пеніс-анального сексу теж розглядаються як ризикована сексуальна поведінка.[3]
- секс з людиною, що вживала ін'єкційні наркотики; вживання будь-яких наркотиків асоційоване з ризикованою сексуальною поведінкою[4]: вживання алкоголю та незаконних наркотиків підвищує ризик гонореї, хламідіозу, трихомонозу, гепатиту В та ВІЛ/СНІДу.[3]
- втягнення в проституцію[5].[6]

З ризикованою сексуальною поведінкою пов'язані також фактори:
- некоректне використання презерватива,
- вживання алкоголю,
- полінаркоманія,
- депресія,
- брак соціальної підтримки,
- недавнє ув'язнення,
- наявність пірсингу і татуювань,[3]
- проживання з партнером(-кою),
- схильність до насильства проти інтимних партнерок та сексуального зловживання над дітьми.[7][8]

Хибні уявлення про невразливість та практика ігнорування віддалених наслідків ведуть до того, що північноамериканські підлітки є сексуально активними без заходів запобігання інфекціям чи вагітності. Більшість канадських та американських підлітків від 15 до 19 років звітують, що мали коїтус принаймні раз. 23.9 % (Канада) та 45.5 % (США) молодих жінок мали секс з двома чи більше партнерами протягом минулого року. Аналогічний досвід описують 32.1 % канадських і 50.8 % американських юнаків.
Зниження ризиків для сексуального здоров'я може включати:
- сексуальну освіту (освітні та поведінкові втручання),
- мотиваційні вправи,
- тренінг асертивності,
- консультування для людей з психічними розладами на корекцію обізнаності, установок, переконань, поведінки чи практик, пов'язаних з сексом.[6][6]

## Варіанти безпечного сексу
Оскільки кожний варіант безпечного сексу має обмеження, найефективнішим є комбінування одночасно кількох методів, при цьому одним з них має бути бар'єрний захист; а регулярне тестування на ІПСШ та відповідальне партнерство рекомендується ввести до стандартів свого сексуального життя.
Презервативи (чоловічі чи жіночі) широко використовуються для захисту від ІПСШ у комбінації з іншими формами контрацепції для досягнення ефективного запобігання вагітності. Наприклад, одночасне застосування чоловічого презерватива та сперміциду (окремого, не в складі лубриканту на презервативі) знижує імовірність вагітності. Проте використання двох презервативів одночасно (чоловічого поверх чи всередині жіночого) підвищує шанси пошкодження презервативів і не рекомендується їх виробниками.

### Уникнення фізичного контакту
Знана як аутоеротизм або моно-секс, одиночна сексуальна активність є в цілому безпечною. Мастурбація, простий акт стимуляції власних геніталій, є безпечною за умови відсутності контакту з рідинами тіла іншої людини. Деякі активності, що дозволяють партнерам(-кам) вступити в сексуальну взаємодію без перебування в одній кімнаті (такі як секс по телефону та кіберсекс), виключають ризики, пов'язані з обміном рідинами тіла.

### Відповідальне партнерство
- Чесно практикована моногамія чи полівірність є досить безпечною щодо ІПСШ, поки всі партнери(-ки) неінфіковані. Між тим, багато моногамних людей заражені ІПСШ сексуально невірними партнерами, партнерами, що вживали ін'єктивні наркотики або були заражені попередніми сексуальними партнерами; ті ж ризики підстерігають і полівірних людей, котрі стикаються з тим більшою небезпекою, чим більше людей входить до їхньої поліаморної групи.
- Зменшення кількості сексуальних партнерок(-ів), особливо анонімних, для немоногамних людей також є дієвим способом зниження потенційного поширення ІПСШ. Аналогічно, можна обмежити власні сексуальні контакти групою чи спільнотою довірених осіб — цей підхід прийнято деякими порноактор(к)ами та іншими немоногамними людьми.
- Вибір сексуального партнера(-ки): певні характеристики можуть підвищити ризик набуття ІПСШ. Серед них: різниця у віці понад 5 років; наявність ІПСШ протягом минулого року; проблеми з алкоголем; секс з іншими людьми протягом минулого року[12].
- Спілкування з партнер(к)ами перед сексом. Перед початком сексуальних активностей партнер(к)и можуть обговорити, в які активності вони будуть включатися, а в які не будуть; яких застережних заходів задля безпечного сексу та контрацепції вони вживуть; чи збігаються їхні протоколи згоди та незгоди на певні дії під час сексу. Таке обговорення зменшує шанси ризикованих спонтанних рішень, прийнятих на високому рівні сексуального збудження, та небажаних чи непогоджених сексуальних практик, на котрі не дається достатньо часу для свідомої згоди.

### Секс без проникнення
Рядом сексуальних практик, іноді називаних «зовнішнім статевим актом» (outercourse), можна насолоджуватись із суттєво зниженими ризиками інфекції чи вагітності. До них належать: еротичний масаж, тертя чи погладжування, поцілунки, оральна стимуляція сосків, трибадизм та фротеринг, використання окремих секс-іграшок, взаємна мастурбація (а також стимуляція пеніса руками, стимуляція геніталій ногами, зносини пеніс-пахва), міжстегновий, міжгрудний, міжсідничний секс та інші варіанти. До невиключно непроникаючих сексуальних практик, при котрих ризики є вищими, належать фінгеринг та оральний секс.
В давнину[коли?] на теренах України секс без проникнення між неодруженими парубками та дівчатами називали притулами.
Згідно з Департаментом охорони здоров'я Західної Австралії, непроникаючі сексуальні практики можуть запобігти вагітності та більшості ІПСШ. Попри це, секс без проникнення може не захистити від інфекцій, що передаються шкірно-шкірним шляхом, таких, як герпес або гострокінцеві папіломи, а також є небезпечним за умови обміну рідинами тіла. В будь-якому разі, при контакті геніталій з тілом іншої людини варто користуватись методами бар'єрного захисту (презервативи, кофердами, медичні рукавички).
Міністерка охорони здоров'я США президентства Білла Клінтона Джоселін Елдерс заохочувала використання практик сексу без проникнення молоддю, проте її позиція зустріла спротив численних інститутів та медіа, включно з Білим домом, в результаті Клінтон звільнив Елдерс у грудні 1994-го.

### Бар'єрний захист
Для запобігання контакту з кров'ю, вагінальним секретом, спермою, смегмою чи іншими контамінантами (такими як шкіра, волосся) під час сексуальної активності застосовуються різноманітні захисні засоби. Секс з застосуванням цих предметів називається захищеним. Більшість засобів бар'єрного захисту виготовляються з латексу, який руйнується лубрикантами на основі олій: вони порушують структуру латексу і усувають захист, котрий він надає!
Коректне використання бар'єрів залежить від чистоти поверхонь бар'єру: зараження може відбутись і з його використанням.
Бар'єрний захист треба застосовувати до початку будь-яких сексуальних контактів та слідкувати, щоб виділення з геніталій партнера чи партнерки не потрапляли на геніталії іншого(-ї) партнера(-ки) через руки під час сексуальної прелюдії чи іншим шляхом до початку та після використання бар'єрного захисту.

#### Презервативи
- Чоловічі презервативи покривають пеніс протягом сексуальної активності. Найчастіше виготовляються з латексу, також з синтетичних матеріалів, включно з поліуретаном. Презервативи мають використовуватись перед потраплянням на тіло та обміном будь-якими тілесними рідинами, а також протягом орального сексу (чоловічі презервативи під час феляції та кофердами, латексні серветки під час кунілінгусу).

Дослідження використання латексних презервативів дають оцінки розриву та зісковзування від 1.46 % до 18.60 %. Використання презервативів може знизити передачу ВІЛ та інших інфекцій, проте не повністю. Одне дослідження виявило, що презервативи здатні знизити поширення ВІЛ з 85 % до 95 %; ефективність понад 95 % є нетиповою через зісковзування, розриви, некоректне користування. «На практиці неправильне користування може перекреслити загальну ефективність презервативів аж 60–70 %».ст. 40.
Презерватив треба застосовувати до початку будь-яких сексуальних контактів та слідкувати, щоб виділення з геніталій партнера чи партнерки не потрапляли на геніталії іншого(-ї) партнера (-ки) через руки під час сексуальної прелюдії чи іншим шляхом до початку та після використання презерватива.
Протягом кожного анального сексуального акту між чоловіками без презерватива ризик зараження ВІЛ для приймаючого партнера від ВІЛ-позитивного партнера складає 1 до 120. Серед чоловіків, що користуються презервативами, приймаючий партнер ризикує у п'ять разів менше: в межах 1 до 550. Коли ВІЛ-статус партнера невідомий, «ризик при захищеному анальному приймаючому сексі на кожен акт між ВІЛ-позитивним та партнером з невідомим статусом, включаючи випадки відмови презерватива, складає дві третини від ризику незахищеного приймаючого анального сексу між аналогічними партнерами.»p. 310.
- Жіночі презервативи (два гнучкі поліуретанові чи латексні кільця та просторий футляр) вставляються у вагіну перед статевим актом. Згідно з лабораторними тестами, вони ефективні у запобіганні протікання рідин тіла і, таким чином, передачі ЗПСШ. Кілька досліджень показали, що від 50 % до 73 % жінок, що користувались фемідомами під час статевого акту, виявили їх зручнішими за звичайні презервативи. З іншого боку, інші дослідження свідчать, та й виробники зазначають, що жіночі презервативи можуть подразнювати вульву та вагіну, викликати у жінок дискомфорт і біль через будову (зовнішнє кільце затискається об вульву під час фрикцій), складність та тривалість розміщення у репродуктивному тракті; та й прийнятність фемідомів чоловіками нижча, біля 40 %. Їхня вартість вища за ціну чоловічих презервативів[15].

#### Кофердами
Кофердами — шматки латексу, що першопочатково застосовуються у стоматології, а в безпечному сексі типово використовуються для захисту під час орального чи анального сексу в якості бар'єру між ротом та вульвою (під час кунілінгусу) чи анусом (під час анілінгусу). Також кофердами можна використовувати для покриття частин тіла, котрі торкаються геніталій чи тілесних рідин партнера(-ки), у випадках, коли не застосовано презервативи: пеніса при таких практиках, як зносини пеніс-пахва, міжстегновий, міжгрудний, міжсідничний секс; вульви при розмаїтих варіаціях трибадизму (при терті вульвою об стегно, руку, сідниці чи будь-яку іншу частину тіла партнерки (партнера)), адже будь-де на тілі можуть бути наявні мікропоранення, крізь які можливе проникнення інфекції з тіла зараженої людини.

#### Медичні рукавички
Медичні рукавички з латексу, вінілу, нітрилу чи поліуретану застосовуються як заміна кофердаму під час кунілінгусу чи для захисту рук під час сексуальної стимуляції, такої як взаємна мастурбація, стимуляція пеніса руками, вагінальні та анальні фінгеринг та фістинг тощо. На руках можуть бути непомітні поранення, крізь котрі патогени можуть проникати з тіла партнера(-ки). За відсутності кофердамів та презервативів можна використовувати медичні рукавички чи їх частини для обмеження контакту з рідинами тіла іншої людини.

#### Гігієна сексуальних іграшок
Використання захищених (наприклад, презервативом), індивідуальних чи належно очищених ділдо та інших секс-іграшок. Якщо секс-іграшка має використовуватися для більш ніж одного отвору чи партнера(-ки), на неї надягається презерватив — і замінюється з кожним новим використанням іграшки.

### Антисептики
Застосування антисептиків (хлоргексидину, мірамістину та інших) значно знижує, але повністю не усуває ризик зараження ІПСШ. Для цього протягом двох годин після статевого акту (а краще відразу) необхідно окропити статеві органи і прилеглі ділянки шкіри (промежину) одним з цих препаратів. Промити уретру, для цього вставити кінчик флакона в сечовипускальний отвір і видавити необхідну кількість рідини. Обробити антисептиком також слід шкіру внутрішніх поверхонь стегон, лобка, статевих органів. Після процедури не можна мочитися протягом 2-х годин. Використання аптечного йоду як антисептика може спричинити деякі опіки, хоча його можна використовувати, якщо нема під рукою інших антисептиків.
Профілактичний ефект антисептиків менший, ніж у презерватива, і становить приблизно 50-70 %. Антисептики можуть достатньо ефективно використовуватися одночасно з бар'єрним захистом для профілактики зараження хворобами, що передаються статевим шляхом. Але вони не підходять для цієї цілі самостійно, як для випадкових статевих контактів, так і для регулярного сексуального життя. Застосування презерватива одночасно разом з антисептиками значно знижує ризик зараження. Бар'єрний захист треба застосовувати до початку будь-яких сексуальних контактів та слідкувати, щоб виділення з геніталій партнера чи партнерки не потрапляли на геніталії іншого(-ї) партнера (-ки) через руки під час сексуальної прелюдії чи іншим шляхом до початку та після використання бар'єрного захисту.

### Регулярне тестування наЗПСШ
Якщо людина сексуально активна з кількома чи тимпаче численними партнер(к)ами, необхідні регулярні перерівки сексуального здоров'я в лікарні та факсація незвичних симптомів. ВІЛ та інші інфекції можуть як протікати безсимптомно, так і включати неспецифічні симптоми, що веде до помилкових діагнозів. Зважаючи на небезпеку стійкості нових різновидів патогенів ЗПСШ до антибіотиків, лікування може бути безрезультатним і виникнути потреба в додаткових та недоступних препаратах. У світлі цих факторів профілактичний скрінінг є оптимальним рішенням для збереження здоров'я і життя.
Періодичне тестування використовувалось для зниження ЗПСШ на Кубі та серед акторського складу порнофільмів. Куба впровадила програму обов'язкового медобстеження та карантину на початку епідемії СНІДу. У порноіндустрії США багато компаній не наймають акторів(-ок) без результатів тестування на хламідію, ВІЛ та гонорею максимум 30-денної давності та тестів на інші ЗПСШ максимально 6-місячної давності. AIM Medical foundation зазначає, що ці програми зменшили кількість випадків ЗПСШ до 20 % від них у загальній популяції.

### Передекспозиційна профілактика ВІЛ
Докладніше: Передекспозиційна профілактика ВІЛ
Передекспозиційна профілактика ВІЛ — це застосування препаратів людьми, котрі не мають ВІЛ, у якості стратегії запобігання інфікуванню. Її можуть використовувати ВІЛ-негативні люди, що мають суттєвий, вищий від середнього ризик отримати ВІЛ-інфекцію. Використана за приписом, така профілактика забезпечує понад 90 % ефективного захису від ВІЛ, хоча від ЗПСШ та вагітності вона, звісно, не захищає.
На даний час єдиним препаратом, котрий рекомендується будь-яким закладом охорони здоров'я для ПеПВ, є комбінація Тенофовір/Емтрицитабін, ліцензована під брендом Truvada (Gilead Sciences). В Centers for Disease Control зазначають, що «передекспозиційна профілактика є дієвим інструментом запобігання ВІЛ та може бути поєднана з іншими методами для забезпечення сильнішого захисту порівняно з одиночним використанням. Проте для найвищої ефективності необхідно приймати таблетки щодня та перевіряти здоров'я кожні 3 місяці.»
ПеПВ рекомендовано використовувати разом з презервативами, або кожен метод міг компенсувати невід'ємні чи випадкові дефіцити іншого. Попри медичні застороги, ПеПВ інколи застосовується людьми, що не бажають користуватись презервативами або шукають чи планують незахищений секс. Існують соціальні групи, що протистоять та підтримують ПеПВ.

### Додаткові методи
Визнаючи, що зазвичай неможливо мати абсолютно безпечний секс з іншою людиною, прибічники та прибічниці безпечного сексу рекомендують також деякі додаткові методи для мінімізації ризиків передачі ЗПСШ та небажаної вагітності:
- Адекватна інтимна гігієна. Вагінальне спринцювання з милом та водою, що практикується в Центральній Африці з метою «чистоти» та «непорочності» жінок через традиційні моральні норми, порушує вагінальну флору та може навпаки підвищувати ризик інфікування ЗПСШ (зокрема, ВІЛ)[24][26].
- Імунізація проти розмаїтих вірусних інфекцій, котрі можуть передаватись сексуально. Найчастіше це вакцини проти вірусу папіломи, котра захищає від найбільш розповсюджених типів папіломавірусу людини, що спричиняє рак шийки матки, та вакцина проти гепатиту В. Імунізація перед ініціюванням сексуальної активності підвищує ефективність.
- Чоловіче обрізання та ВІЛ[en]: деякі дослідження виявили, що чоловіче обрізання може знижувати ризик інфікування ВІЛ у деяких країнах. ВООЗ вказує процедуру як запобіжний захід проти передачі ВІЛ між чоловіками та жінками; деякі африканські дослідження дослідили, що чоловіче обрізання може знижувати показник передачі ВІЛ чоловікам до 60 %[27]. З іншого боку, принаймні в Африці на південь від Сахари використання презервативів та програми зміни поведінки оцінюються як ефективніші та значно дешевші, ніж хірургічні процедури на кшталт обрізання чоловіків (на жаль, «жіноче обрізання» — шкідлива та протизаконна процедура калічення жіночих геніталій, що веде до численних погіршень жіночого здоров'я, здійснюється безкоштовно, бо є підтримуваною соціумом і традиціями практикою).

## Недієві методи
Більшість методів контрацепції, крім певних форм сексу без проникнення та бар'єрних методів, лише попереджають вагітність, та неефективні в попередженні поширення ЗПСШ. Сюди входять:
- чоловіча стерилізація методом вазектомії — перев'язки сім'яних протоків,
- жіноча стерилізація — перев'язка маткових труб,
- тимчасове утримання від сексу на основі відслідковування «вікна фертильності» менструального циклу, що також називається календарним методом,
- всі небар'єрні методи попередження вагітності.

Ряд методів також не витримали перевірки, хоча про їхню здатність запобігати ЗПСШ стверджувалося виробниками або поширюються чутки:
- Використання діафрагми чи контрацептивної губки[en] надає деяким жінкам кращий захист проти певних ЗПСШ[28], але не є ефективним проти всіх з них.
- Протизаплідні спіралі та гормональні внутрішньоматкові котрацептиви до 99 % убезпечують від вагітностей, але не захищають від ЗПСШ. Жінки зі спіраллю можуть мати вищий ризик зараження бактеріальними інфекціями, такими як гонорея чи хламідія, хоча це спірно[29].
- Гормональні контрацептиви не запобігають поширенню ЗПСШ, хоча більш ніж на 95 % ефективні проти небажаних вагітностей. Більшість загальних гормональних методів складають оральні контрацептиви (включно з комбінованими), депопрогестерон[en], вагінальні кільця та пластирі[en].
- Переривання статевого акту, тобто виймання пеніса з вагіни, ануса чи рота до еякуляції, не є безпечним сексом та може завершитись зараженням ЗПСШ: пре-еякулят, рідина, що виділяється з уретри до власне еякуляції, може містити патогени, такі як ВІЛ. На додачу, мікроби, відповідальні за деякі хвороби, включаючи гострокінцеві папіломи[en] та сифіліс, можуть передаватися шкірно-шкірним контактом, навіть якщо партнери(-ки) ніколи не вступали в оральний, вагінальний чи анальний сексуальний акт.
- Сперміцид Ноноксилон-9[en] заявлявся як такий, що знижує імовірність передачі ЗПСШ. Проте технічний звіт ВООЗ показав, що N-9 є іритантом (подразнює тканини тіла) та може спричиняти крихітні розриви в м'язових мембранах, що може призводити до підвищення ризику проникнення патогенів. Звітувалося, що лубрикант з N-9 є недостатньо сперміцидним для досягнення контрацептивної ефективності і його просування необхідно припинити[30].